# Гимназия (Обнинск)
Муниципальное бюджетное общеобразовательное учреждение (МБОУ) «Гимна́зия», с 1959 по 1990 год — Средняя общеобразовательная школа № 2, — общеобразовательное учебное заведение муниципального подчинения г. Обнинска Калужской области.
На протяжении многих лет лучшая школа Обнинска, сравнимая с лучшими школами Москвы.

## Общие сведения

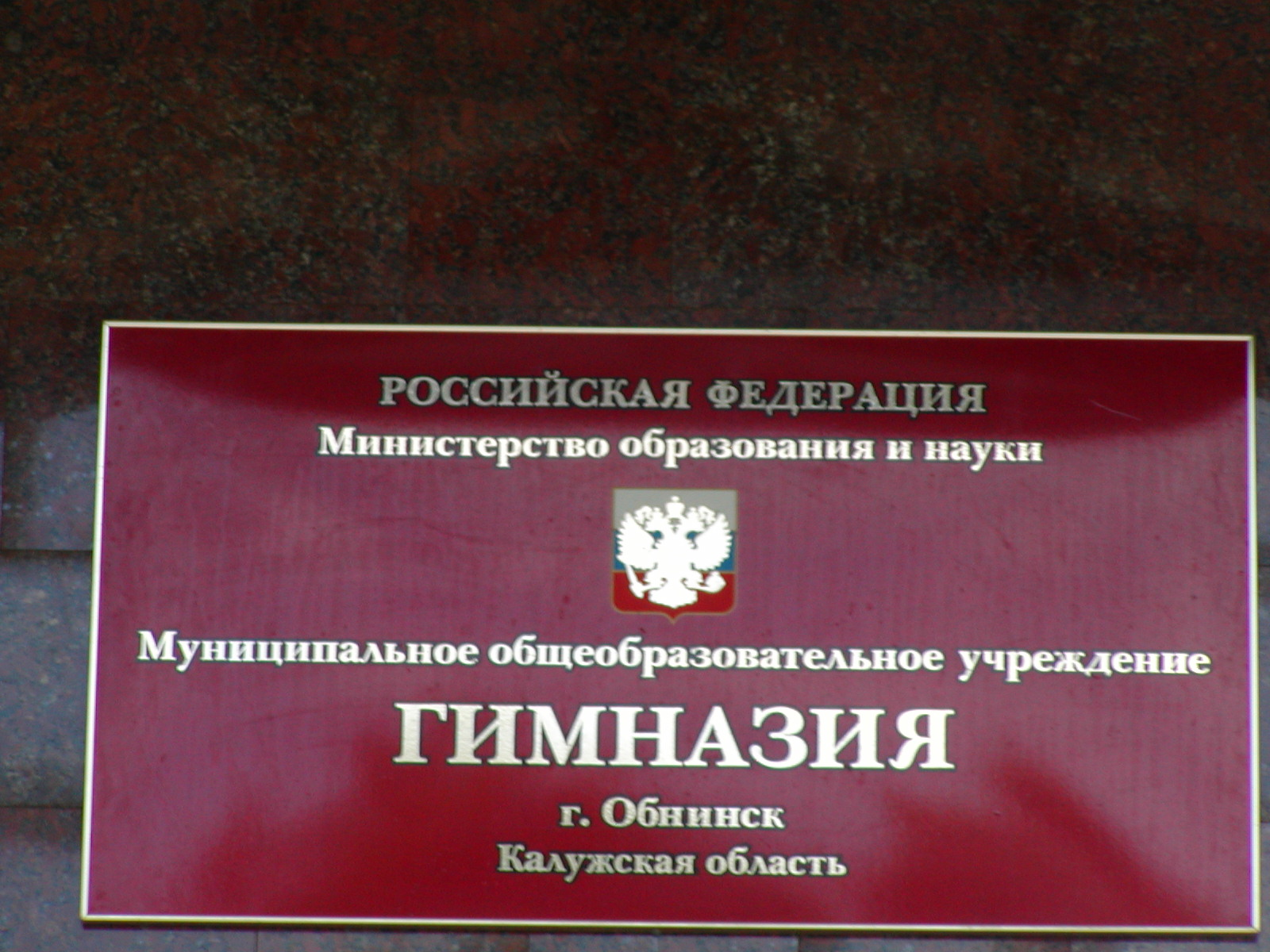

### Преподавательский состав
В Гимназии работает 54 педагога. Две трети из них имеют высшую категорию, большинство работает в сфере образования 15-30 лет. Пять педагогов удостоены звания «Заслуженный учитель Российской Федерации», 23 — звания «Почётный работник общего образования», четверо — лауреаты международного Фонда Сороса, один — кандидат исторических наук.

### Оборудование

#### Исследовательский центр
В марте 2010 года в Гимназии был открыт исследовательский центр, оснащённый самым современным оборудованием для учебных лабораторий, в том числе сканирующим зондовым микроскопом, работающим как в атомно-силовом, так и в туннельном режиме. Исследовательский центр стоимостью 3 млн рублей был выделен Обнинску Министерством образования и науки Калужской области за счёт средств регионального бюджета. Оборудование предназначено для индивидуального использования и эксплуатируется в рамках городской программы поддержки одарённых детей, интересующихся физикой, химией и другими естественными науками.

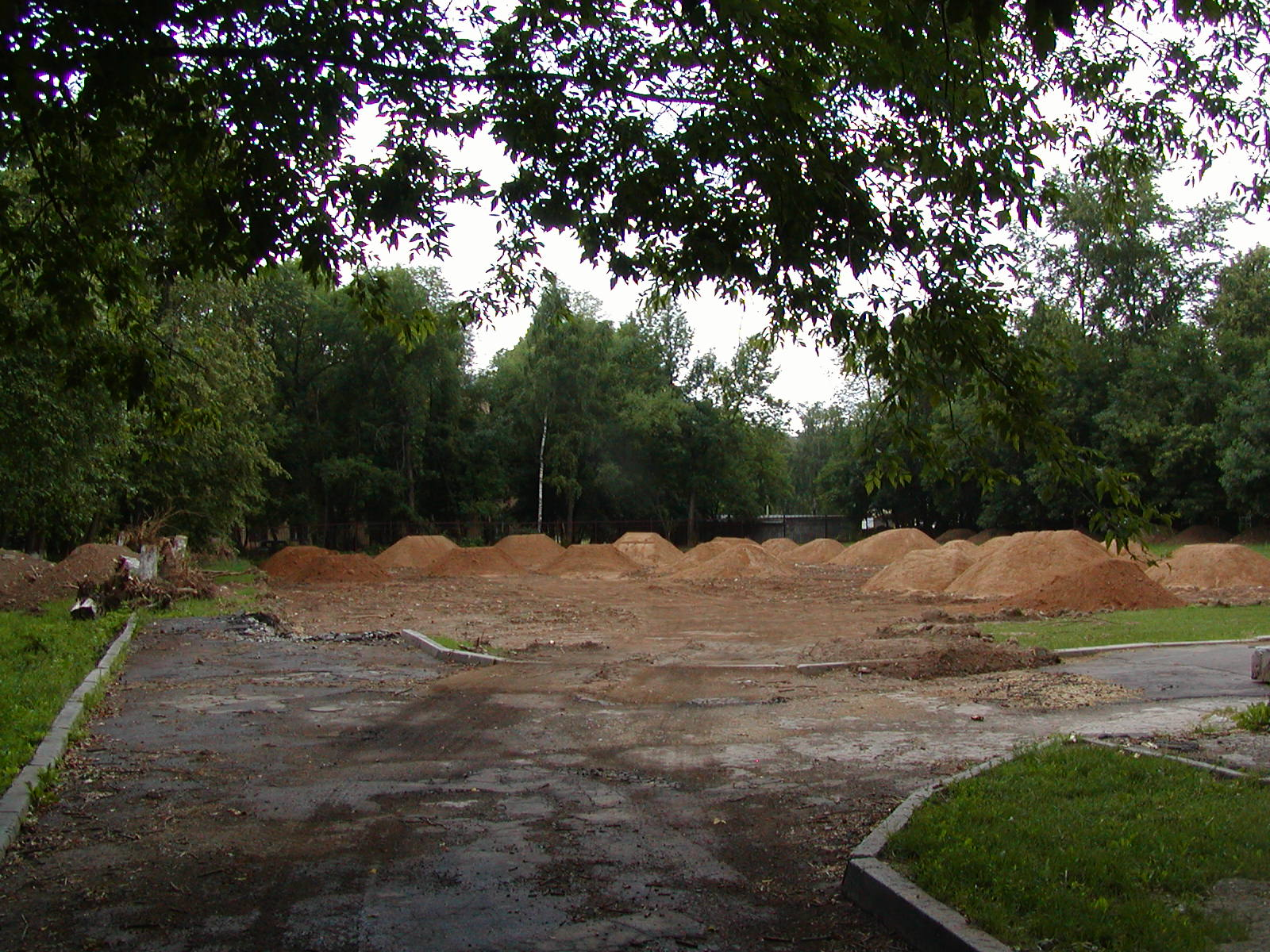
Строительство спортивной площадки летом 2011 года

#### Многофункциональная спортивная площадка
В летние каникулы 2011 года вместо старого школьного стадиона строилась новая многофункциональная спортивная площадка для занятий мини-футболом, волейболом, баскетболом, большим теннисом и хоккеем с шайбой с двумя раздевалками.

## История
- 1959 — В новом здании открылась новая обнинская школа № 2. Первым директором школы была Клавдия Андреевна Богородская.
- 1965 — По данным этого года в школе работали 28 учителей и 1200 детей обучались в две смены. Валентина Гончарова переведена из первой школы во вторую на должность завуча.
- 1967 — Директором школы назначена Валентина Гончарова, до этого работавшая в школе завучем и учителем математики с 1965 года. Занимала должность директора школы (позже — Гимназии) беспрецедентно долгий и рекордный среди всех директоров обнинских школ срок — 40 лет (до 2007 года).
- 1990 — По инициативе директора школы № 2 Валентины Гончаровой школа стала Гимназией. Была полностью изменена организационная структура учебного заведения (появились кафедры). Все учителя прошли переаттестацию, часть из них была уволена; были также приняты на работу новые сотрудники.
- 1994 — Сотрудником гимназии Виктором Упоровым создан театр-студия «Золушка».
- 2007 — директором школы назначен Александр Сухарев, до этого работавший в Гимназии завучем и учителем физики с 1992 года.
- 2008 — В течение 2008—2009 учебного года были отремонтированы подвал, раздевалки и подсобные помещения[6].
- 2009 — Во время летних каникул был отреставрирован фасад и установлено ограждение вокруг школы[6].
- 2010 — Открыт исследовательский центр с новейшим лабораторным оборудованием для одарённых детей, интересующихся физикой, химией и другими естественными науками[4].
- 2011 — Вместо старого школьного стадиона во время летних каникул строилась новая многофункциональная спортивная площадка для занятий мини-футболом, волейболом, баскетболом, большим теннисом и хоккеем с шайбой; на улице будут построены две раздевалки[5].

## Успехи

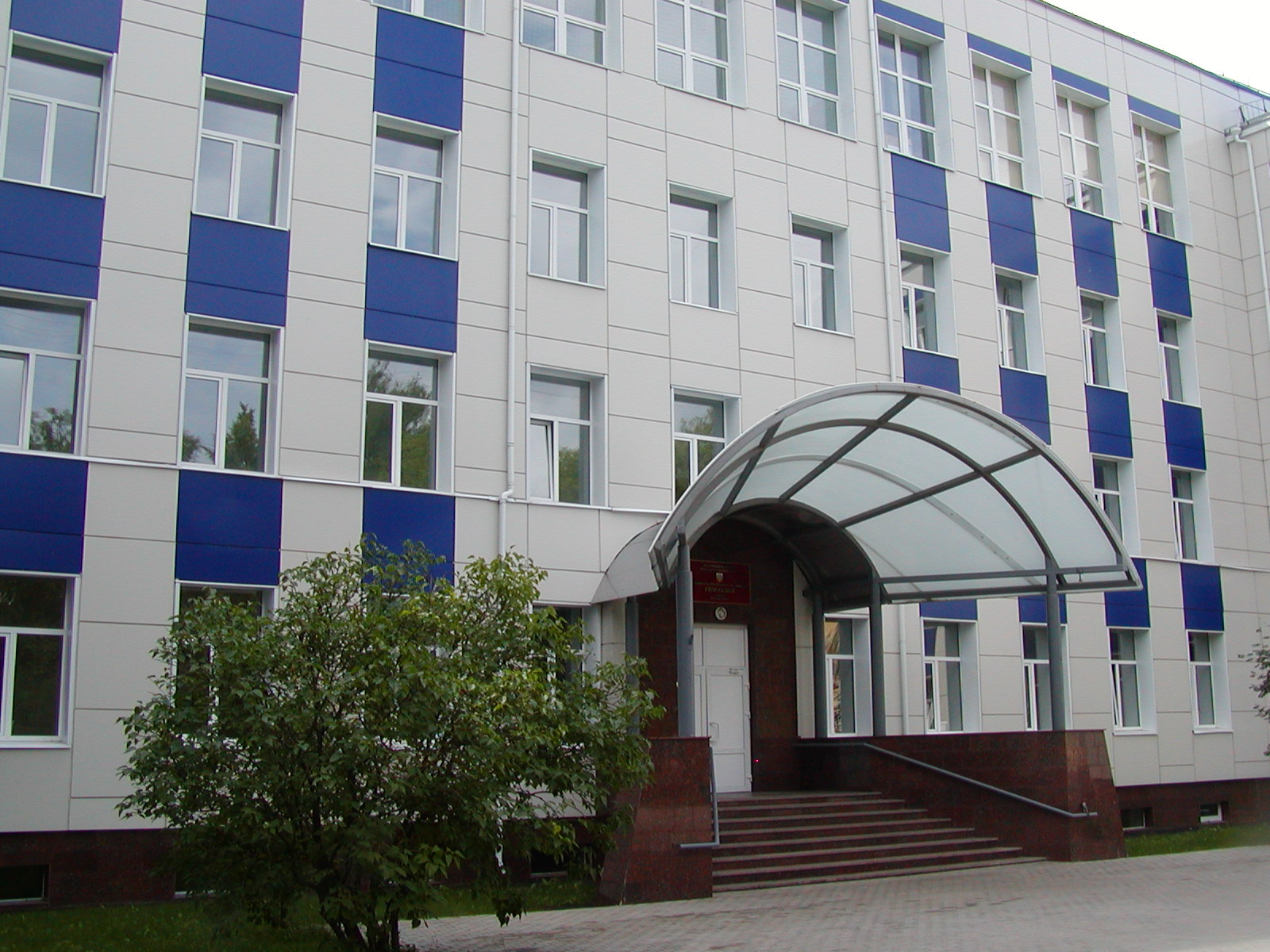
Парадный вход

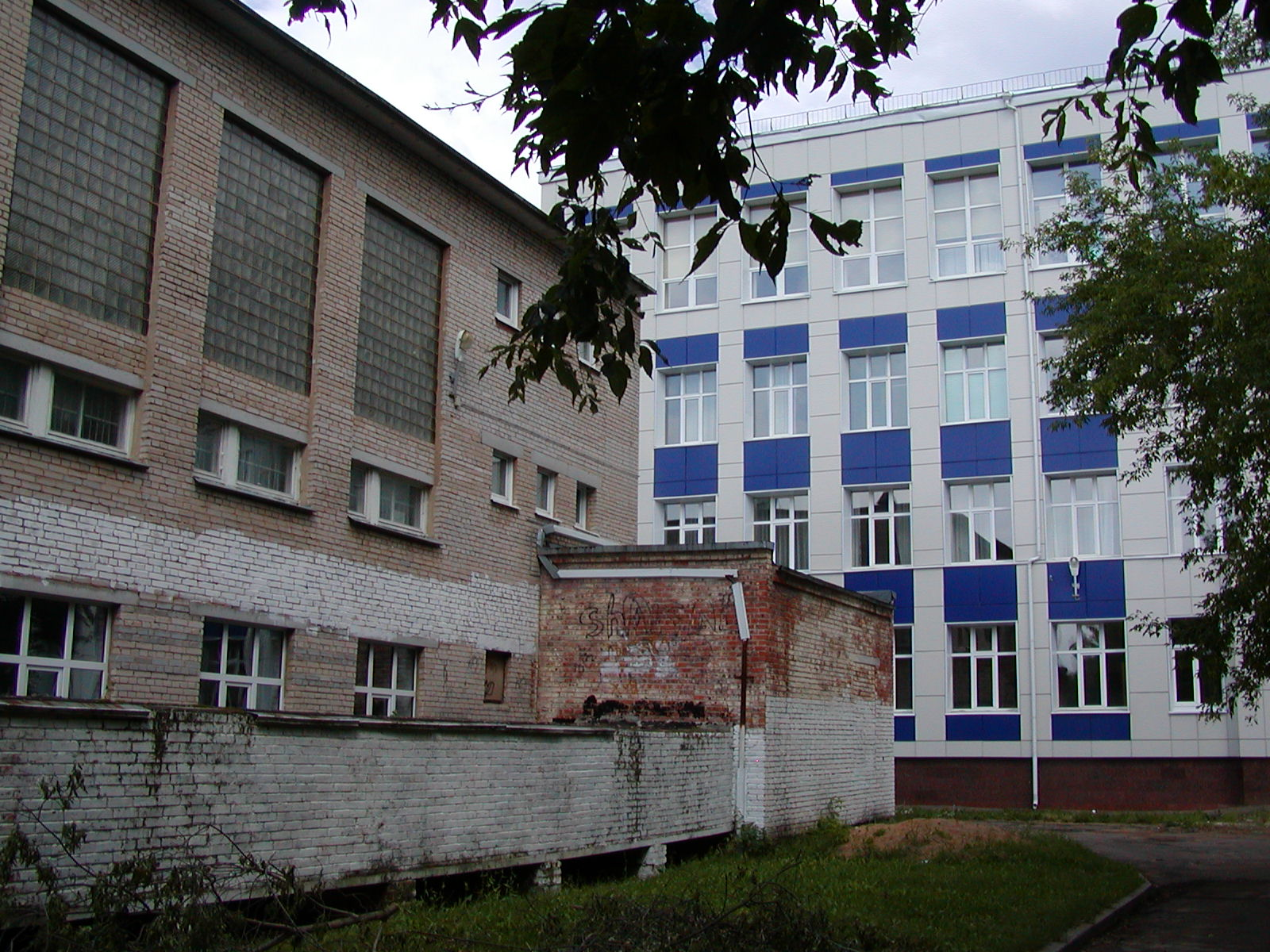
Вид с задней стороны

С 1990 по 2010 год с золотой медалью гимназию окончили 42 выпускника, с серебряной — 40.
Поступаемость выпускников гимназии в вузы на бюджетные места составляет 96—100% (самая высокая среди общеобразовательных учреждений Обнинска).
Согласно рейтингу газеты «Известия» лучших школ Москвы за 2006 год, Гимназия разделила 13-18 места по физике (по результатам Московской городской физической олимпиады 2005 года, 9-й и 10-й классы).
В 2007—2008 учебном году 62 ученика Гимназии стали призёрами областных и городских олимпиад.
Из 145 участников обнинской городской команды учащихся, принимавшей участие в калужских областных предметных школьных олимпиадах в 2011 году, 60 были учениками Гимназии.
В 2013 году ученица Гимназии Анна Абашева получила золотую медаль на Международной олимпиаде по биологии в Берне (Швейцария).
В 2013 году Гимназия заняла первое место в рейтинге школ Калужской области и вошла в 500 лучших школ России (33-е место в общем рейтинге, третье по параметру "Результаты обучения").

## Художественные коллективы на базе Гимназии

### Театр-студия «Золушка»
В 1994 году сотрудником Гимназии Виктором Упоровым из учеников, выпускников и преподавателей Гимназии был создан театр-студия «Золушка», получивший название по первому поставленному спектаклю. Директор Гимназии Александр Сухарев называет театр-студию «душой учебного заведения».

## Интересные факты
- Частично сохранившийся на территории Гимназии яблоневый сад был посажен агрономом Стефанией Кудрявцевой. На территории Гимназии, до начала строительства школы № 2, находилась созданная Кудрявцевой первая оранжерея Лаборатории «В» (будущего Физико-энергетического института), в которой выращивались овощи и цветы.[11][12] Правнучка Кудрявцевой и прапраправнучка писателя Николая Златовратского, Софья Лебедева, была ученицей Гимназии и актрисой гимназического театра-студии «Золушка»[9].

## Директора
- 1959—1967 — Клавдия Андреевна Богородская.
- 1967—2007 — Валентина Ивановна Гончарова (р. 30 июля 1926, ум. 17 марта 2013), учитель математики высшей категории. Заслуженный учитель Российской Федерации. Работала в школе № 2 и Гимназии в 1965—2008 гг.
- 2007 — 2024 — Александр Егорович Сухарев (р. 23 июня 1964, Козельский район, Калужская область), советский и российский педагог, общественный и политический деятель. Окончил Калужский государственный педагогический институт имени К. Э. Циолковского. Учитель физики высшей категории. Почётный работник общего образования РФ. Депутат Обнинского городского Собрания шестого («2010—2015) созыва. Сторонник партии Единая Россия». Работал в Гимназии с 1992 года.